# John Joseph Glennon
Pour les articles homonymes, voir Glennon.
John Joseph Glennon (né le 14 juin 1862 à Kinnegad en Irlande et mort le 9 mars 1946 à Dublin), est un cardinal irlando-américain de l'Église catholique du XXe siècle, nommé par le pape Pie XII. 

## Biographie
John Joseph Glennon va aux États-Unis après ses études à Dublin et à Bonn. Il fait du travail pastoral à Kansas City  et y est vicaire général et administrateur apostolique. Il est élu évêque titulaire de Pinara (de) et coadjuteur de Kansas City en 1896 et coadjuteur de Saint-Louis (Missouri) et archevêque de Saint-Louis (Missouri) en 1903.
Le pape Pie XII le crée cardinal  lors du consistoire du 18 février 1946. Il meurt à Dublin pendant son voyage à Rome en mars 1946.